# Berenguela von Barcelona

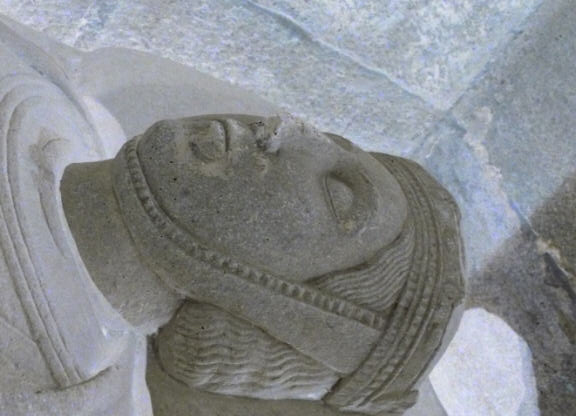

Berenguela (oder Berengaria; * 1108 in Barcelona; † Februar 1149 in Palencia) war als Gattin Alfons’ VII. von 1128 bis 1149 Königin von Kastilien und León.

## Leben
Berenguela war die Tochter des Grafen Raimund Berengar III. von Barcelona und seiner dritten Gattin Douce von Provence (auch Dulcia genannt). Sie wird in den Quellen als schön, klug und mutig beschrieben. 1128 feierte sie ihre mit viel Prunk zu Saldaña begangene Hochzeit mit König Alfons VII. von Kastilien-León. Gegen diese Ehe bestanden allerdings Bedenken, da Berenguela und ihr Gemahl zu nahe miteinander verwandt waren. Das Ehepaar hatte folgende Kinder:
- Sancho III. (* 1134; † 1158), König von Kastilien
- Ramon (* um 1136), starb im Kindesalter
- Ferdinand II. (* 1137; † 1188), König von León
- Konstanze (* um 1138; † 1160), Gattin König Ludwigs VII. von Frankreich
- Sancha (* um 1139; † 1179), Gattin von König Sancho VI. von Navarra
- Garcia (* 1142; † 1146)
- Alfons (* um 1144/46; † vor 1149)

Auf ihren Gatten übte Berenguela großen Einfluss aus und mischte sich auch in politische Angelegenheiten ein. Nachdem etwa Graf Gonzalo Peláez gegen Alfons VII. revoltiert hatte, half Berenguela bei einer Verständigung zwischen ihrem Gemahl und dem rebellischen Grafen mit. Laut der Chronica Adefonsi Imperatoris verteidigte sie 1139 Toledo gegen ein Heer der Almoraviden. Gemäß diesem Bericht ließ sie den Belagerern ausrichten, dass diese keinen Ruhm ernten könnten, wenn sie gegen eine Frau kämpften; sie sollten sich stattdessen mit den Truppen ihres Gatten messen. Als die sich zum islamischen Glauben bekennenden Angreifer die Königin auf einem Thron auf der Spitze eines Turms des Alcázar sitzend gesehen hätten, seien sie niedergekniet und anschließend in ritterlicher Manier abgezogen. Nachdem die Kastilier dann 1143 die Köpfe von zwei enthaupteten Anführern der Sarazenen auf der Spitze des Königspalastes von Toledo aufgestellt hätten, habe Berenguela die Abnahme dieser makaberen Trophäe angeordnet und die Köpfe einbalsamiert an die Witwen der Getöteten geschickt. König García Ramírez von Navarra nahm 1144 Urraca, die Tochter Alfons’ VII. von dessen Mätresse Guntroda Pérez, zur Gemahlin; und auch Berenguela wirkte bei dieser Verheiratung mit.
Berenguela starb im Februar 1149 in Palencia und wurde in der Kathedrale von Santiago de Compostela bestattet.